# الجدول الزمني للحرب الأهلية السورية (يناير–أكتوبر 2024)
فيما يلي جدول زمني للحرب الأهلية السورية من يناير إلى أكتوبر 2024. يمكن العثور على معلومات حول إجمالي أعداد الضحايا في ضحايا الحرب الأهلية السورية.

## يناير
في 1 يناير، قُتل تسعة عناصر من قوات الأسد في كمين لداعش في بادية التبني بريف دير الزور.
في 2 يناير، قُتل أربعة عناصر من الحرس الثوري الإيراني بعد أن هاجم مقاتلو داعش مواقعهم في بلدة الدوير بريف دير الزور الشرقي.
في 3 يناير، قُتل ثلاثة عناصر من ميليشيا قوات الدفاع الوطني بانفجار لغم أرضي زرعه مسلحو داعش في بادية التبنى بريف دير الزور.
في 9 يناير، قُتل ما لا يقل عن 14 جندياً من الجيش السوري وأصيب 19 آخرون بعد أن نصب مسلحو داعش كميناً لحافلة نقل تابعة للجيش السوري في منطقة «المحطة الثالثة» في صحراء تدمر.
في 18 يناير، قُتل ثلاثة مسلحين من تنظيم داعش ومقاتل من لواء فاطميون في اشتباكات جنوب حقل آراك النفطي بريف حمص.
وفي نفس اليوم، قُتل ما لا يقل عن 10 أشخاص في غارة جوية أردنية في عرمان بجنوب سوريا.
في 19 يناير، قُتل أربعة عناصر من ميليشيا الدفاع الوطني خلال هجوم لتنظيم داعش على موقع عسكري سوري في صحراء الرقة الشرقية.
في 20 يناير، أسفرت الغارات الجوية الإسرائيلية في دمشق عن مقتل ما لا يقل عن عشرة أشخاص، بما في ذلك رئيس استخبارات الحرس الثوري الإيراني في سوريا، ونائبه، وضابطين آخرين من الحرس الثوري الإيراني.
في 22 يناير، قُتل خمسة جنود سوريين في انفجار عبوة ناسفة استهدفت مركبتهم على طريق بالقرب من الحارة في درعا.
في 24 يناير، اندلعت اشتباكات بين عناصر داعش وقوات الدفاع الوطني بعد أن هاجم مسلحو داعش مواقعهم، مما أدى إلى مقتل أحد مسلحي داعش.
في 25 يناير، قُتل جندي سوري وأصيب اثنان آخران بعد انفجار لغم زرعه تنظيم داعش.

في 26 يناير، هاجم تنظيم داعش مواقع لميليشيا حركة حزب الله النجباء المدعومة من إيران في بادية الشولا جنوب دير الزور، ما أدى إلى مقتل ثلاثة عناصر وإصابة اثنين آخرين.

بين 27 و28 يناير، قُتل 8 مقاتلين تابعين لتنظيم داعش، بينهم أمير و3 مسلحين محليين، في اشتباكات مسلحة في نوى، بريف درعا.
في 29 يناير، نصب مسلحو تنظيم داعش كميناً لمجموعة دورية تابعة لقوات سوريا الديمقراطية، مما أسفر عن مقتل أحد أفرادها وإصابة العديد من الآخرين.
وفي اليوم نفسه، قُتل 8 أشخاص بغارة إسرائيلية على بلدة السيدة زينب بريف دمشق.
في 31 يناير، أعدم تنظيم داعش جنديين من قوات النظام.
وفي اليوم ذاته، اعتقلت قوات سوريا الديمقراطية عنصرين من تنظيم داعش داخل مخيم للاجئين، كما عثرت داخل المخيم على أسلحة وقنابل يدوية.
أفاد المرصد السوري لحقوق الإنسان بمقتل ما لا يقل عن 359 شخصاً في سوريا خلال شهر يناير 2024.

## فبراير
في 1 فبراير، هاجم تنظيم داعش مواقع في قلعة الرصافة جنوب مدينة الرقة، ما أدى إلى مقتل اثنين وإصابة ستة من جنود النظام، وردت الطائرات الحربية الروسية بقصف مواقع التنظيم.

في 2 فبراير، قصفت القوات الأمريكية الميليشيات المدعومة من إيران في العراق وسوريا، مما أسفر عن مقتل 48 شخصاً على الأقل.
وفي اليوم ذاته، قُتل خمسة أشخاص إثر هجوم شنه مسلحو تنظيم داعش على موقع عسكري سوري قرب منطقة "المحطة الثالثة" بريف حمص، بالتزامن مع غارات جوية روسية على مواقع لتنظيم داعش في بادية تدمر.
علاوة على ذلك، قُتل أربعة عناصر من قوى الأمن الداخلي (الأسايش) في غارة جوية تركية على نقطة تفتيش أمنية في مدينة القامشلي شمال شرقي سوريا.
في 3 فبراير، قُتل عنصران من قسد برصاص مسلحي تنظيم داعش في قرية أبو حردوب بريف دير الزور.

وفي اليوم ذاته، ألقت قوى الأمن الداخلي القبض على أحد عناصر تنظيم داعش في مخيم الهول.

في 4 فبراير، قُتل أمير عراقي في تنظيم داعش وعضو آخر في اشتباكات مسلحة مع قوات التدخل السريع. وبحسب مصادر أمنية، كان الأمير مسؤولاً عن تنفيذ 80 عملية اغتيال داخل مخيم الهول وخارجه، حيث صودرت كمية كبيرة من الأسلحة أيضاً.

وفي اليوم ذاته، اندلعت اشتباكات بين تنظيم داعش وقوات الجيش السوري، في بادية السخنة بريف حمص الشرقي، ما أدى إلى مقتل عنصرين من قوات النمر وإصابة اثنين آخرين.

في 5 فبراير، قُتل ثلاثة عناصر من تنظيم داعش وعنصر من لواء فاطميون من جنسية غير سورية، في اشتباك اندلع بينهم شمال شرق مدينة تدمر بريف حمص.\.
وفي اليوم ذاته، أدى هجوم لتنظيم داعش غرب دير الزور إلى مقتل مدني وإصابة قيادي في قوى الأمن الداخلي "الأسايش" وسائقه.
كما قتل سبعة مقاتلين من قسد، بهجوم على حقل العمر النفطي من قبل قوات المقاومة الإسلامية في العراق.
وفي 7 فبراير، استهدف عناصر تنظيم داعش حاجز "المقبرة" التابع لقوى الأمن الداخلي "الأسايش" بالرشاشات الثقيلة شرقي مدينة الرقة، ما أدى إلى مقتل أحد العناصر.
وفي اليوم نفسه، قُتل عشرة أشخاص، بينهم ستة مدنيين، في غارات جوية إسرائيلية على عدة مناطق في حمص.
في 8 فبراير، نفذ تنظيم داعش هجوماً على موقع للأسايش في بلدة غرانيج بريف دير الزور الشرقي، ما أدى إلى مقتل قيادي في قوى الأمن الداخلي "الأسايش" وإصابة عنصر آخر.

وفي اليوم نفسه، اعتقلت قسد رجلاً يشتبه بانتمائه إلى تنظيم داعش في محافظة دير الزور.
في 10 فبراير، قُتل خمسة عناصر من تنظيم داعش، في اشتباكات مع القوات الموالية للنظام، اندلعت إثر محاولة تسلل عناصر من التنظيم إلى نقطة عسكرية في محيط حقل آراك شمال شرق مدينة تدمر.
وفي اليوم ذاته، قُتل خمسة عناصر من قسد وفُقد آخر، نتيجة هجوم على حاجز عسكري لهم من قبل مسلحين مجهولين في بلدة الشعفة بريف دير الزور الشرقي.
في 11 فبراير، هاجم تنظيم داعش عناصر من قسد، ما أدى إلى مقتل أحد عناصرها وإصابة آخر بجروح في ريف دير الزور الشرقي.

وفي اليوم ذاته، قُتل جندي من قوات النظام إثر هجوم لتنظيم داعش على موقع لقوات النظام في بادية حمص الشرقية.
كما أسفرت عملية مداهمة نفذتها قسد في ريف دير الزور الشرقي عن اعتقال 8 عناصر من تنظيم داعش ومصادرة أسلحة ومعدات عسكرية أخرى.
في 12 فبراير، اصطدمت سيارة تقل جنوداً موالين للنظام بلغم زرعه تنظيم داعش في ريف حماة، ما أدى إلى مقتل أربعة وإصابة اثنين آخرين.
في 13 فبراير، قُتل تسعة جنود من الجيش العربي السوري، في هجوم لتنظيم داعش على موقع عسكري سوري في منطقة دويزين بريف حماة الشرقي.
وفي اليوم ذاته، قُتل خمسة مقاتلين من قوات الدفاع الوطني خلال اشتباكات مع قسد في عدة قرى بريف دير الزور الشرقي.
في 15 فبراير، هاجم تنظيم داعش مجموعة من جامعي الكمأة في بادية المسرب بريف دير الزور الغربي، ما أدى إلى مقتل مدنيين اثنين.
في 16 فبراير، قُتل عنصران من لواء القدس المدعوم من روسيا، في هجوم مفاجئ لتنظيم داعش في بادية حمص.
في 17 فبراير، قُتل جندي من قوات النظام إثر إصابته بلغم زرعه تنظيم داعش.
في 19 فبراير، قُتل ضابط في قوات النظام وعنصر من ميليشيا الدفاع الوطني، في هجومين منفصلين لعناصر تنظيم داعش على جبهات السخنة وتدمر في ريف حمص الشرقي.
وفي اليوم ذاته، قُتل عنصران من قوات النظام وأصيب خمسة آخرون، إثر اصطدام سيارتهم بلغم زرعه تنظيم داعش.
في 23 فبراير، قُتل جنديان من قوات النظام وأصيب ثلاثة آخرون، بعد أن هاجم تنظيم داعش مركبتهم العسكرية على الطريق بين الرصافة وإسرية في البادية السورية.
في 24 فبراير، قُتل خمسة عناصر من ميليشيا الدفاع الوطني إثر هجوم شنه تنظيم داعش على محيط منطقة تل سلمى بريف السلمية شرق حماة.
وفي اليوم ذاته، قُتل ثلاثة عناصر من قوات الدفاع الوطني، جراء انفجار لغم أرضي، يرجح أن يكون زرعه عناصر تنظيم داعش، في بادية دير الزور.
كما قُتل عنصران من تنظيم داعش إلى جانب عنصرين من قوات النظام وإصابة آخر، إثر هجوم شنه التنظيم على حواجز عسكرية قرب مدينة السخنة بريف حمص، وفي حادث منفصل، قُتل عنصر من ميليشيا الدفاع الوطني وأصيب آخر إثر اشتباكات مسلحة اندلعت بين الدفاع الوطني وخلايا داعش بالقرب من حواجز على طريق جعيدين والرصافة بريف الرقة الغربي.
كذلك قتل عنصر من قوات الدفاع الوطني على يد تنظيم داعش في ريف دير الزور.
في 25 فبراير، قُتل أربعة حراس يعملون لصالح قسد في هجوم لتنظيم داعش في محافظة الرقة.
وفي اليوم ذاته، قُتل 14 من جامعي الكمأة وأصيب ثمانية آخرون إثر مرور مركبتهم فوق لغم أرضي زرعه تنظيم داعش جنوب بلدة الرصافة جنوب الرقة.
في 27 فبراير، قُتل ثلاثة عناصر من تنظيم داعش إثر اصطدام سيارتهم بلغم أثناء عملية تسلل غرب دير الزور.
أفاد المرصد السوري لحقوق الإنسان بمقتل ما لا يقل عن 405 أشخاص في سوريا خلال فبراير 2024.

## مارس
في 1 مارس، قُتل أحد عناصر قوات الدفاع الوطني بهجوم لتنظيم داعش في قرية جزرة البوحميد في ريف دير الزور الغربي.

في مارس، قُتل ثلاثة عناصر من قوات الدفاع الوطني إثر انفجار لغم زرعه تنظيم داعش في بادية التبني بريف دير الزور الغربي.
وفي اليوم ذاته، قُتل عنصر من تنظيم داعش واعتقل عنصر آخر على يد قسد بعد هجوم شنه التنظيم على مركز للشرطة في بلدة الجزرة بريف دير الزور الغربي.
في 3 مارس، عُثر على ثمانية من عناصر ميليشيا الدفاع الوطني مقتولين بالرصاص بعد إعدامهم على يد مسلحي داعش في منطقة جبل البشري. وكانت المجموعة مفقودة منذ 21 فبراير.
وفي اليوم ذاته، قُتل ضابط من قوات النظام بهجوم لتنظيم داعش شرقي الرقة.
في 6 مارس، قُتل 18 شخصاً، بينهم أربعة من عناصر ميليشيا قوات الدفاع الوطني، في هجوم واسع النطاق شنته داعش على جامعي الكمأة في بادية كبا جب جنوب دير الزور. وأفادت التقارير بفقدان 50 شخصاً آخرين في نفس الهجوم.
في 7 مارس، قُتل سبعة عناصر من ميليشيا الدفاع الوطني في كمين نصبه مسلحو تنظيم داعش في منطقة تل سلمو بريف حماة الشرقي.
في 9 مارس، قُتل ستة من جامعي الكمأة بعد أن مرت سيارتهم فوق لغم أرضي من زرعه تنظيم داعش في بادية البشري بريف دير الزور الغربي.
وفي اليوم ذاته، قُتل عنصر من قوى الأمن الداخلي "الأسايش" إثر استهداف سيارتهم بعبوة ناسفة زرعها تنظيم داعش في ريف دير الزور الشرقي.
في 10 مارس، أقدم مسلحون من تنظيم داعش على قتل اثنين من جامعي الكمأة بالقرب من قرية تويتان في جبل العمور غربي تدمر.
في 12 مارس، قُتل ثلاثة عناصر من ميليشيا الدفاع الوطني وأصيب ثلاثة آخرون، في هجوم لتنظيم داعش على نقطة عسكرية في بادية تبانة بريف دير الزور الغربي.
في مارس، قُتل أربعة عناصر من ميليشيا الدفاع الوطني في هجوم لتنظيم داعش على موقع عسكري في ريف حمص الشرقي.
وفي اليوم ذاته، قُتل ثلاثة من جامعي الكمأة بينهم عنصران من قوات الدفاع الوطني وفُقد ثلاثة آخرون، في هجوم لتنظيم داعش بريف دير الزور الجنوبي.
كما قتل عنصران من لواء القدس وأصيب ثلاثة آخرون بهجوم لتنظيم داعش على طريق تدمر - دير الزور.
في 14 مارس، قُتل أحد عناصر قسد برصاص خلايا تنظيم داعش في ريف دير الزور الغربي.
في 15 مارس، أفاد المرصد السوري لحقوق الإنسان أن أكثر من 618 ألف شخص قتلوا في الحرب في سوريا منذ 15 مارس 2011.
في 16 مارس، قُتل 19 مزارعاً للكمأة بانفجار لغم أرضي من مخلفات تنظيم داعش في منطقة السبخة بريف الرقة الشرقي.
وفي اليوم ذاته، قُتل أحد عناصر قسدة برصاص خلايا داعش في ريف دير الزور الشمالي.
في 17 مارس، قُتل عنصران من تنظيم داعش في اشتباك مع قوات الدفاع الوطني في ريف حمص الشرقي.
في 19 مارس، قُتل ثلاثة عناصر من قوات النظام في منطقة سد الوادي الأبيض في بادية تدمر بريف حمص الشرقي.
في 20 مارس، وثق المرصد السوري لحقوق الإنسان أن تنظيم داعش نفذ منذ بداية شهر رمضان في 11 مارس، 14 عملية في البادية السورية، أدت إلى مقتل 28 عنصراً من قوات النظام والمليشيات الموالية له.
في 22 مارس، قُتل جنديان من قوات النظام في هجوم لتنظيم داعش في بادية دير الزور.
في 24 مارس، قُتل 11 شخصاً في كمين نصبه مسلحو تنظيم داعش في منطقة الحمى ببادية الرقة.
وفي اليوم نفسه، قُتل قيادي عراقي في تنظيم داعش، في عملية لقسد في مدينة الرقة.
في 25 مارس، قُتل عنصران من ميليشيا محلية مدعومة من الحرس الثوري الإيراني في كمين نصبه تنظيم داعش في ريف حمص الشرقي.
وفي اليوم ذاته، ألقت قسد القبض على عنصرين من تنظيم داعش متورطين في الهجوم على نقطة تفتيش أمنية.
في 26 مارس، وفي الساعات الأولى من صباح اليوم، قُتل ما لا يقل عن 15 شخصاً، بينهم 14 عضواً من الحرس الثوري الإيراني، في غارات جوية إسرائيلية مشتبه بها على مقر عسكري موالٍ لإيران في مدينة دير الزور ومواقع في الريف القريب.
في 27 مارس، قُتل أربعة عناصر من قوات الدفاع الوطني في هجوم شنه مسلحو تنظيم داعش على مواقع عسكرية لقوات الدفاع الوطني في بادية الحمى في ريف الرقة الشمالي.
وفي اليوم ذاته، قُتل ثلاثة عناصر من ميليشيا الدفاع الوطني وأصيب اثنان آخران، إثر كمين نصبه تنظيم داعش لسيارتهم العسكرية بالقرب من مفرق جحار على طريق حمص تدمر.
في 28 مارس، قتلت قوى الأمن الداخلي "الأسايش" عنصرين من تنظيم داعش واعتقلت اثنين آخرين في ريف الحسكة الجنوبي.
في 29 مارس، قُتل ما لا يقل عن 52 شخصاً، من بينهم 38 جندياً من الجيش العربي السوري وسبعة مقاتلين من حزب الله وسبعة من عناصر الميليشيات الموالية للأسد، في غارة جوية إسرائيلية على مستودع أسلحة لحزب الله في منطقة جبرين في حلب.
في 30 مارس، أعدم تنظيم داعش ستة جنود من الفرقة الرابعة المدرعة في الجيش السوري في بادية حمص بعد أسرهم على الطريق بين تدمر والسخنة في ريف حمص في 27 مارس.
في 31 مارس، قُتل ما لا يقل عن 8 أشخاص وأصيب 20 آخرون بعد تفجير قنبلة في سوق في مدينة أعزاز شمال سوريا.
وفي اليوم ذاته، أعدم تنظيم داعش 8 عناصر من الفرقة 11 مدرعة في الجيش السوري بعد فقدان الاتصال معهم، في 26 مارس، في منطقة كبا جب، أثناء توجههم من السخنة إلى دير الزور.
أفاد المرصد السوري لحقوق الإنسان بمقتل ما لا يقل عن 514 شخصاً في سوريا خلال شهر مارس 2024.

## أبريل
في 1 أبريل، تعرضت السفارة الإيرانية في دمشق، بسوريا، لقصف صاروخي، مما أسفر عن مقتل ثمانية أشخاص، بمن فيهم العميد في الحرس الثوري الإيراني محمد رضا زاهدي. وقد حدد المسؤولون السوريون والإيرانيون إسرائيل باعتبارها المهاجمة.
وفي اليوم ذاته، أعدمت هيئة تحرير الشام ستة أشخاص بتهمة «معارضة الجولاني» و«الانتماء إلى تنظيم داعش» في مناطق مختلفة خاضعة لسيطرتها في شمال غرب سوريا.
كما قُتل خمسة عناصر من الفرقة 18 المدرعة في الجيش العربي السوري، أثناء تسلل تنظيم داعش إلى أحد المواقع العسكرية السورية في بادية السخنة بريف حمص الشرقي.
كما قتل ثلاثة عناصر من ميليشيا الدفاع الوطني إثر انفجار لغم أرضي زرعته خلايا تنظيم داعش في بادية التبني بريف دير الزور الغربي.
في 4 أبريل، أعدمت خلايا تنظيم داعش ثلاثة جنود من الفرقة 17 في الجيش العربي السوري، بعد أن تم أسرهم في عملية تسلل على موقع للجيش العربي السوري في بادية الشميطية بريف دير الزور.
في 5 أبريل، قُتل عنصران من ميليشيا الدفاع الوطني وجُرح ثلاثة آخرون بعد أن شن تنظيم داعش عملية تسلل على حواجز لقوات النظام في منطقة العوسج في بادية دير الزور الغربية.
في 6 أبريل، استولى مسلحو تنظيم داعش على أراضٍ بالقرب من قريتي القصبي والبويطية في ناحية التبني بريف دير الزور الغربي.
وفي اليوم ذاته، قُتل ثمانية أطفال إثر انفجار قنبلة في مدينة الصنمين بمحافظة درعا.
في الفترة ما بين 6 و7 أبريل، قُتل ما لا يقل عن 20 شخصاً في اشتباكات بين شعبة المخابرات العسكرية التابعة للنظام السوري ومجموعة من الأفراد المسلحين بقيادة موظف سابق في "أمن الدولة" في مدينة الصنمين بمحافظة درعا.
في 18 أبريل، قُتل ستة جنود من الجيش العربي السوري وأسر اثنان آخران على يد مسلحي داعش بعد أن هاجموا مقراً للجيش العربي السوري في قرية حسرات بالقرب من البوكمال في شرق سوريا.
وفي اليوم نفسه، قبيل منتصف الليل، قُتل ما لا يقل عن 26 مقاتلاً موالياً للأسد، بينهم 19 عنصراً من ميليشيا لواء القدس و7 جنود من الجيش العربي السوري، بعد أن هاجم مسلحو تنظيم داعش حافلة عسكرية سورية بالقرب من قرية الطيبة في ريف حمص الشرقي.
في 22 أبريل، قُتل ثلاثة جنود من قوات النظام في هجوم لتنظيم داعش على مواقع عسكرية للنظام في بادية تدمر.
في 25 أبريل، قُتل عنصر من تنظيم داعش واعتقل آخر، إثر اشتباكات اندلعت بين قسد وتنظيم داعش في بلدة الجرذي بريف دير الزور الشرقي.
في 29 أبريل، قُتل أربعة جنود من قوات النظام إثر اشتباكات بين مسلحي تنظيم "داعش" وعناصر من قوات النظام على مواقع عسكرية جنوب مدينة الطبقة بريف الرقة الغربي.
وفي اليوم ذاته، قُتل أربعة عناصر من ميليشيا الدفاع الوطني بكمين لتنظيم داعش في بادية المسرب بريف دير الزور الغربي.
في 30 أبريل، قُتل عنصر من قسد وجُرح اثنان آخران في هجوم لتنظيم داعش في ريف دير الزور الشرقي.
أفاد المرصد السوري لحقوق الإنسان بمقتل ما لا يقل عن 376 شخصاً في سوريا خلال شهر أبريل 2024.

## مايو
في 1 مايو، ألقت قسد القبض على خمسة أعضاء من تنظيم داعش في عملية بمدينة الرقة.
في 3 مايو، قُتل ما لا يقل عن 17 عنصراً من ميليشيا الدفاع الوطني بعد أن هاجم تنظيم داعش ثلاثة مواقع عسكرية تابعة لقوات الأسد بالقرب من قرية الكوم شمال مدينة السخنة في ريف حمص الشرقي.
وفي اليوم ذاته، اندلعت اشتباكات إثر محاولة عناصر من تنظيم داعش اغتيال قيادي في قسد في ريف دير الزور، ما أدى إلى مقتل عنصر من التنظيم وإصابة آخر بجروح خطيرة.
في 4 مايو، قُتل جنديان من قوات النظام بانفجار عبوة ناسفة زرعتها خلايا تنظيم داعش في بادية حماة.
في 9 مايو، ألقت قسد القبض على أمير تنظيم داعش في عملية نفذتها بمساعدة التحالف الدولي في مدينة الرقة.
في 10 مايو ، قُتل 23 من عناصر قسد في تفجير سيارة انتحارية لداعش خارج مقر لقسد في شرق دير الزور. ادعى داعش أن الهجوم نفذه "أبو إبراهيم الأنصاري"، بهدف الانتقام من الغارات الأخيرة لقسد، بدعم من القوات الأمريكية، ضد عائلات داعش في مخيم الهول في الحسكة، جاء ذلك بناء على دعوة المتحدث باسم داعش أبو حذيفة الأنصاري (في 28 مارس) لزيادة الهجمات ضد قسد، بما في ذلك استخدام التفجيرات الانتحارية.
في 14 مايو ، قُتل أحد عناصر الدفاع الوطني وأصيب اثنان آخران في هجوم لداعش على موقع عسكري في بادية حمص.
في 17 مايو، قُتل قيادي عراقي في تنظيم داعش، في عملية نفذتها قسد بدعم من التحالف الدولي في مدينة البصيرة بريف دير الزور الشرقي.
في 19 مايو، ألقت قسد القبض على اثنين من "القادة" في تنظيم داعش، في عملية نفذتها بالتعاون مع قوات التحالف في صحراء دير الزور الشمالية، بالقرب من الحدود السورية العراقية.
في 20 مايو، قُتل ما لا يقل عن ستة مقاتلين من حزب الله في غارة جوية إسرائيلية على مبنى في القصير، سوريا.
في 21 مايو، قُتل ثلاثة جنود من قوات النظام بينهم ملازم، في هجوم لتنظيم داعش في البادية قرب حمص.
في 23 مايو، ألقت قسد القبض على قيادي في تنظيم داعش خلال عملية بريف الرقة.
في 25 مايو، قُتل جندي من قوات النظام في هجوم لتنظيم داعش في البادية بالقرب من تدمر.
في 26 مايو، قُتل خمسة عناصر من ميليشيا تدعمها إيران في انفجار عبوة ناسفة زرعها تنظيم داعش في محافظة دير الزور.
في 28 مايو، قُتل ثلاثة عناصر من الحرس الثوري الإيراني عندما أطلقت خلايا تنظيم داعش النار عليهم في غرب تدمر بريف حمص الشرقي.
أفاد المرصد السوري لحقوق الإنسان بمقتل 254 شخصاً في سوريا خلال شهر مايو 2024.

## يونيو
في 2 يونيو، أدت غارة جوية إسرائيلية على مصنع للأسلحة إلى مقتل نحو 17 عضواً من الميليشيات المدعومة من إيران، بما في ذلك مستشار إيراني وثلاثة أعضاء من حزب الله اللبناني في ريف حلب الشمالي.
في 3 يونيو، فجّر انتحاري من تنظيم داعش سيارته المفخخة عند مدخل قاعدة عسكرية لقسد قرب بلدة العزبة في ريف دير الزور الشمالي، ما أدى إلى مقتل الانتحاري وإصابة حارس من قسد (حسب قوات سوريا الديمقراطية). وفي اليوم نفسه، هاجم انتحاري آخر من تنظيم داعش قاعدة أخرى لقسد في بلدة العطالة، الواقعة أيضاً في شمال دير الزور، والتي أعلن تنظيم داعش مسؤوليته عنها بعد يومين، مضيفاً أن المهاجم "أبو عبد الرحمن الأنصاري" هاجم موقع تدريب لقسد، "مما أسفر عن مقتل وإصابة ما لا يقل عن 15 من أفراد قسد". كما ذكر تنظيم داعش أن الهجوم كان جزءاً من حملته الانتقامية ضد قسد بسبب سجن عائلات داعش في مخيم الهول، واستجابة لدعوة المتحدث باسم تنظيم داعش أبو حذيفة الأنصاري (في 28 مارس) لتكثيف هذه الحملة، كما تفاخر تنظيم داعش بأن هذا هو الهجوم الانتحاري الثاني ضد قسد في أقل من شهر (الأول في 10 مايو).
في 4 يونيو، قُتل عنصران من تنظيم داعش، بانفجار عبوة ناسفة أثناء محاولتهما زرعها على الطريق بين الحسكة والرقة.
في 6 يونيو، قُتل ستة رعاة في مجزرة ارتكبها مسلحون يشتبه بانتمائهم لتنظيم داعش في قرية أبو العلياء بريف حمص الشرقي.
في 8 يونيو، هاجم رعاة محليون اثنين من أعضاء داعش وقتلوهم انتقاماً لمقتل ستة رعاة قبل يومين على يد خلايا داعش، كما استعادوا قطيع الأغنام الذي غنموه.
وفي اليوم ذاته، قُتل أربعة جنود من قوات النظام، في هجومين منفصلين لتنظيم داعش، في بادية البوكمال.
في 10 يونيو، قُتل أربعة جنود من قوات النظام في هجوم لخلايا تنظيم داعش في ريف دير الزور الغربي.
في 12 يونيو، قُتل 16 عنصراً من قوات النظام بينهم ضابط برتبة عالية، في هجوم لتنظيم الدولة الإسلامية (داعش) أثناء عملية تمشيط في بادية السخنة بريف حمص.
وفي اليوم ذاته، قُتل ثلاثة عناصر من قوات النظام وأصيب اثنان آخران بكمين لتنظيم داعش في ريف حمص الشرقي.
في 14 يونيو، قُتل أربعة عناصر من ميليشيات النظام السوري، بهجوم لتنظيم داعش على سيارة عسكرية في ريف دير الزور الشرقي.
في 15 يونيو، هاجم تنظيم داعش في هجمات منفصلة قسد مما أسفر عن مقتل خمسة وإصابة واحد.
في 16 يونيو، قُتل خمسة عناصر من الفرقة 25 المدعومة من روسيا، جراء انفجار عبوة ناسفة زرعها عناصر داعش في بادية تدمر بريف حمص الشرقي.
في 17 يونيو، قُتل عنصران من تنظيم داعش أثناء محاولتهما زرع عبوة ناسفة على جانب أحد الطرق في قرية حوايج ذيبان بريف دير الزور الشرقي.
في 18 يونيو، قتلت مسيرة تابعة لسلاح الجو الملكي البريطاني أحد مسلحي تنظيم داعش في غارة على الصحراء السورية.
في 19 يونيو، قُتل عقيد في قوات النظام على يد مسلحي تنظيم داعش في بادية حمص.
وفي اليوم نفسه، أدت غارات إسرائيلية بطائرات مسيرة استهدفت مواقع عسكرية سورية في القنيطرة ودرعا إلى مقتل ضابط وإلحاق أضرار.
في 20 يونيو، أكدت القيادة العامة الأميركية أن غارة جوية أميركية في 16 يونيو قتلت مسؤولاً كبيراً في تنظيم داعش يدعى "أسامة جمال محمد إبراهيم الجنابي".
في 30 يونيو، قُتل أربعة جنود من النظام بينهم ملازم في هجوم لتنظيم داعش في ريف حمص الشرقي.
قُتل 332 شخصاً بينهم 138 مدنياً خلال الحرب الأهلية السورية في شهر يونيو 2024 بأكمله.

## يوليو
في 4 يوليو، قُتل سبعة من أفراد ميليشيا الدفاع الوطني واثنين من الرعاة على يد داعش في بادية الرقة.
في 9 يوليو، اعتقلت قسد أميراً واثنين من أفراد داعش في ريف الحسكة.
في 10 يوليو، قُتل اثنان من أفراد ميليشيا "لواء القدس" المدعومة من روسيا في هجوم لداعش في ريف دير الزور الغربي.
في 13 يوليو، قُتل جنديان من النظام في انفجار لغم أرضي زرعه تنظيم داعش في ريف دير الزور وفي حادث آخر قُتل اثنان من أفراد ميليشيا الدفاع الوطني بواسطة لغم أرضي زرعه التنظيم في بادية السخنة شرق ريف حمص.
في اليوم نفسه، قُتل عضوان من مجلس هجين العسكري على يد عناصر تنظيم الدولة الإسلامية في ريف دير الزور الشرقي.
في 14 يوليو، قُتل وأصيب سبعة جنود من النظام ومسلح إيراني في غارة جوية إسرائيلية على مقر عسكري في محيط دمشق، والذي دُمر بالكامل في الغارة الجوية.
في 25 يوليو، قُتل أحد أفراد قسد برصاص خلايا داعش في بلدة الصبحة بريف دير الزور الشرقي.
في 29 يوليو، قُتل أربعة مقاتلين من الجيش الوطني السوري خلال عملية تسلل لقسد على جبهة عريضة عجيل بريف تل أبيض.
في اليوم نفسه، قُتل ثلاثة مقاتلين من الجيش الوطني السوري ومقاتل من "تحرير عفرين" في اشتباكات على جبهات حزوان وعبلة بريف الباب.
في 30 يوليو، قُتل مقاتلان من الجيش الوطني السوري بقصف مدفعي لقسد في منطقة الأربعين بريف الحسكة.
وأفاد المرصد السوري لحقوق الإنسان أن 257 شخصًا على الأقل قتلوا في سوريا في يوليو 2024.

## أغسطس
في 7 أغسطس، قُتل ما لا يقل عن 10 أشخاص، بينهم 4 من مقاتلي الجيش الوطني السوري، وأصيب 13 آخرون بعد انفجار قنبلة في مؤخرة شاحنة عند نقطة تفتيش في مدينة أعزاز.
وفي اليوم نفسه، شنت قوات القبائل العربية عدة هجمات على الجانب الذي تسيطر عليه قسد من نهر الفرات، واستولت على عدة مواقع لقسد. وأسفرت الاشتباكات عن مقتل 7 أشخاص، بينهم مقاتل من قسد وثلاثة من عناصر الميليشيات العربية وثلاثة مدنيين.
في 9 أغسطس، قُتل 11 مدنيًا واثنان من عناصر الميليشيات المدعومة من إيران في اشتباكات في قريتي الدحلة والبوليل في ريف دير الزور.
في 10 أغسطس، قُتل قائد من داعش في عملية لقسد في بلدة سويدان في دير الزور.
في اليوم نفسه، قُتل ثلاثة جنود من الجيش العربي السوري وأُسر ثمانية آخرون في اشتباكات مع قوات الأسايش الكردية في قرية مجبرة بريف الحسكة.
في 11 أغسطس، قُتل ما لا يقل عن ثمانية من عناصر الميليشيات المدعومة من إيران في غارة بمسيرة يشتبه أنها أمريكية على مركبتهم بين قريتي الكشمة والدوير في ريف دير الزور الشرقي بالقرب من الحدود السورية العراقية.
في اليوم نفسه، قُتل مدنيان في قصف بين الميليشيات الموالية للأسد وقسد على بلدة أبو الحمام في ريف دير الزور الشرقي.
في 12 أغسطس، أفاد المرصد السوري لحقوق الإنسان بمقتل ما لا يقل عن 45 شخصًا في اشتباكات بين القوات الموالية للأسد وقسد على طول نهر الفرات في ريف دير الزور.
في 17 أغسطس، قُتل ثلاثة من عناصر الميليشيات الموالية للأسد في كمين نصبه تنظيم داعش لسيارتهم بالقرب من حقل الحابل النفطي في حمص.
في 18 أغسطس، قُتل أربعة جنود من الجيش السوري من فيلق الهجوم الخامس المدعوم من روسيا في هجوم عنيف شنه تنظيم داعش على مقرهم العسكري في منطقة الشولا الشرقية في صحراء دير الزور الجنوبية.
في 26 أغسطس، عُثر على جثث تسعة جنود من الجيش السوري من الفرقة 17 بالقرب من تقاطع تي3 في ريف حمص. وقد أعدمهم مسلحو داعش بطلقات نارية في الرأس بعد الإبلاغ عن اختفائهم قبل أيام قليلة.
في نفس اليوم، ألقت قسد القبض على اثنين من مسلحي داعش في ريف الحسكة الجنوبي.
في 30 أغسطس، قُتل ملازم من النظام على يد خلايا داعش أثناء عمليات التمشيط في صحراء دير الزور.
وفي اليوم نفسه، قُتل جنديان من قوات النظام في هجوم لتنظيم داعش غرب مدينة تدمر.
أفاد المرصد السوري لحقوق الإنسان بمقتل 298 شخصاً بينهم 154 مدنياً في سوريا خلال شهر أغسطس 2024.

## سبتمبر
في 1 سبتمبر، قُتل ثلاثة من عناصر ميليشيا الدفاع الوطني في كمين نصبه تنظيم داعش في بادية أثريا بريف حماة الشرقي.
في 3 سبتمبر، ألقت القوات الأميركية بالتعاون مع قسد القبض على أحد كبار قادة داعش ويُدعى خالد أحمد الدندل، والذي يُزعم أنه ساعد ثلاثة سجناء من داعش على الهروب أثناء نقلهم إلى سجن آخر قبل أيام.
في 4 سبتمبر، قُتل 12 جندياً من قوات النظام في ريف اللاذقية الشمالي في عملية تسلل نفذتها هيئة تحرير الشام على مواقع النظام.
في 5 سبتمبر، قُتل سبعة جنود من قوات النظام في هجومين لداعش في منطقة أثريا بريف حماة.
في 7 سبتمبر، قُتل خمسة مقاتلين من الجيش الوطني السوري في عملية تسلل نفذها مسلحو "تحرير عفرين" من عناب ومريمين في ريف عفرين شمال غرب حلب.
في 8 سبتمبر، نشر تنظيم داعش صوراً لأسيرين مقطوعي الرأس أعدمهما التنظيم في بادية الطبقة بتهمة التعاون مع قسد.
في 9 سبتمبر، قُتل اثنان من ميليشيا قوات الدفاع الوطني في هجوم لداعش على موقعهم بالقرب من طريق إثريا-الرقة في الصحراء السورية.
في 13 سبتمبر، قُتل أحد أعضاء داعش في غارة بمسيرة تابعة لقوات التحالف الدولي أثناء محاولته زرع عبوة ناسفة في طريق في ريف الحسكة الجنوبي.
في 15 سبتمبر، قُتل أربعة أعضاء من داعش بينهم أمير في عملية للتحالف الدولي في محيط مدينة الرقة.
في اليوم نفسه، قُتل خمسة أعضاء من مجموعة تابعة لحزب الله في كمين لداعش في صحراء حماة.
في 16 سبتمبر، قتلت غارة جوية أمريكية في معسكر تدريب لداعش في وسط سوريا 28 مسلحاً من داعش بينهم 4 من كبار القادة.
في 23 سبتمبر، قُتل مقاتلان من قسد برصاص مسلحي داعش في بلدة الحوايج شرق دير الزور.
في 24 سبتمبر، قُتل تسعة جهاديين من حراس الدين التابعين لتنظيم القاعدة، بمن فيهم قائد كبير يدعى مروان بسام عبد الرؤوف الذي أشرف على العمليات العسكرية في سوريا، في غارة بمسيرة أمريكية على مقرين عسكريين في منطقة دوير الأكراد بالقرب من تلال كبانة في ريف اللاذقية.
في 25 سبتمبر، قُتل مقاتلان من مجلس منبج العسكري وأصيب أربعة آخرون بعد أن أطلقت قوات الجيش الوطني السوري صاروخاً حرارياً على خط المواجهة في كوسا بريف حلب الشرقي.
أفاد المرصد السوري لحقوق الإنسان بمقتل 341 شخصاً بينهم 138 مدنياً في شهر سبتمبر.

## أكتوبر
في 2 أكتوبر، قُتل مقاتل موالٍ لإيران وأصيب اثنان آخران في انفجار لغم أرضي لداعش.
في 12 أكتوبر، دفعت كلا من هيئة تحرير الشام والقوات المسلحة السورية بتعزيزات إلى ريف حلب مما يشير إلى بداية صراع جديد حيث ارتفعت التوترات بين الطرفين خلال الأسابيع القليلة الماضية.
في نفس اليوم، قُتل أربعة جنود من النظام في هجوم شنه مسلحون من داعش في محافظة دير الزور.
في 13 أكتوبر، قُتل مقاتل من قسد ومقاتل من الجيش الوطني السوري في تبادل لإطلاق النار على الخطوط الأمامية.
في 16 أكتوبر، قُتل 11 مدنياً في غارات جوية روسية على مشارف مدينة إدلب.
في 29 أكتوبر، أدى هجوم شنته خلايا داعش على مركبات دورية إلى مقتل 7 جنود من النظام ومدني.
في 30 أكتوبر، أسفرت غارة جوية نفذتها القوات الأمريكية على معسكر لتنظيم داعش عن مقتل 35 مسلحاً في سوريا.
في 31 أكتوبر، قُتل ثمانية جنود من الجيش العربي السوري ومدني في هجوم لتنظيم داعش في الرقة.
أفاد المرصد السوري لحقوق الإنسان بمقتل 287 شخصاً بينهم 152 مدنياً في شهر أكتوبر خلال الحرب الأهلية السورية.